# Die Lebenden
Die Lebenden ist ein deutsches Filmdrama aus dem Jahr 2012 von Barbara Albert. In den Hauptrollen spielen Anna Fischer als Sita Popescu und Hanns Schuschnig als Gerhard Weiss.

## Handlung
Sita Popescu ist eine rumänisch-österreichische 25-jährige Studentin, die sich bei einem Fernsehsender in Berlin ihren Lebensunterhalt verdient.
Ihr Privatleben ist chaotisch – nachdem ein Arbeitskollege seine Affäre mit ihr beendet, lernt sie in einem Club den Fotokünstler Jocquin kennen, mit dem sie die Nacht verbringt.
Nach dem 95. Geburtstag ihres aus Siebenbürgen stammenden Großvaters findet Sita ein Foto von ihm in SS-Uniform. Erschrocken und neugierig macht sie sich gegen den Willen ihres Vaters auf die Suche nach den Hintergründen.
Nach dem Tod ihres Großvaters erhält sie bei ihrer Suche Unterstützung durch den bislang unbekannten Onkel Michael Weiss, den sie auf dem Begräbnis kennenlernt. Er ist das schwarze Schaf der Familie, der bereits selbst ein kritisches Buch über die Familiengeschichte geschrieben hat und deshalb von ihrem Vater geächtet wird. Sita erkennt, dass sowohl ihr geliebter Großvater als auch ihr Vater versucht haben, die Wahrheit der Vergangenheit vor ihr zu verbergen und vor sich selbst zu verdrängen. Alte Video-Interviews, die Michael mit ihrem Großvater geführt hat und in denen er sich zu seiner Vergangenheit äußert, runden dieses Bild ab – „In Auschwitz habe ich geglaubt zu träumen, das war nicht ich, das war ein anderer. Ich fühle mich überhaupt nicht schuldig.“
Über Recherchen in Wien gelangt sie schließlich nach Warschau, wo sie die dort lebende Amerikanerin und politische Aktivistin Silver trifft. Durch sie gelangt Sita schließlich an jene Dokumente die belegen, dass ihr Großvater in der SS gedient hatte und Wachmann im Konzentrationslager Auschwitz gewesen war.
Zurück in Berlin trifft sie den verloren geglaubten Jocquin wieder.

## Kritik
Nach Ansicht des Spiegel Online „wühlt die Protagonistin unermüdlich in Archiven, befragt manisch die Familie, es ergibt jedoch nie ein rundes Bild was den Film einerseits anstrengend, aber auch so ehrlich macht.“
Für Die Welt „kommt sich der Film selbst in die Quere“.